# Els XII
Els XII fou una associació de bibliòfils creada a Barcelona l'any 1927 per un grup d'amics, tots ells bons col·leccionistes i amants dels llibres, però que va ser més una agrupació purament privada sense caràcter associatiu i amb la idea de fer trobades a les seves biblioteques per gaudir, ampliar i potenciar els seus coneixements sobre bibliofília.

## Història
El novembre de 1927 es fundà la Societat Els XII. El seu origen ve de quan el jove Epifani de Fortuny regirant la biblioteca del seu pare, Carles de Fortuny, que tenia 8.000 volums, va trobar diverses edicions de la Imitació de Crist de Tomàs de Kempis, això el va portar a interessar-se per recollir tots els llibres que podia de Kempis, i d'aquesta manera va arribar a la bibliofília i a la idea d'iniciar la fundació d'Els XII. Més
que una associació, era una agrupació, però tenien unes normes no escrites amb un articulat breu que seguien al peu de la lletra: 
- Rebre un cop l'any els companys a casa i mostrar-los en el seu propi ambient i emplaçament les riqueses bibliòfiles que cadascú tenia, entenent per riquesa tot el que sigui un bell llibre.
- Assistir un cop al mes a les reunions que es feien a casa dels companys.
- Per sorteig anual publicar un catàleg de les seves col·leccions privades, amb el màxim de detalls i a despesa dels propietaris.
- Acollir en les reunions mensuals a tots els bibliòfils forans que no tenien residència a Barcelona, i també als interessats en els bells llibres.
- No pagar quotes, no tenir domicili social, ni conserge, ni papers timbrats, ni aprovacions, és a dir procuraven gaudir de la bibliofília amb el màxim de comoditats.[3]

Els XII van projectar la publicació de bells almanacs, reproduccions de manuscrits inèdits, catàlegs de les seves respectives col·leccions, i malgrat que el grup només podia ser de dotze, no es van recloure sinó que volien exhibir les seves preuadíssimes col·leccions per la qual cosa van organitzar una exposició a les Galeries Laietanes, la qual va tenir lloc del 20 de gener al 5 de febrer de 1928, amb assistència de molta més gent de l'esperada, més de 10.000 persones.
L'exposició, segons el catàleg, la formaven 360 peces, a més dels tres volums d'una col·lecció de llibres portuguesos antics de la llibreria del rei Manuel de Portugal, Manuel de Bragança i d'Orleans, que va ser nomenat membre honorari d'Els XII, passant a ser Els XIII.
De l'exposició, Just Cabot va escriure: “Recentment, aquest plaer de pocs i escollits (la bibliofília), d'iniciats, ha estat revelat a gran quantitat de persones que potser ni n'havien sentit parlar: l'exposició d'Els XII. Gràcies a ella, una gran massa de públic ha pogut veure part dels tresors bibliòfils que han aplegat uns quants particulars de Barcelona”.
Aquestes dotze persones tenien molts llibres, però totes tenien predilecció per unes temàtiques o altres, la gamma d'aficions era molt variada i aquesta bella diversitat de les col·leccions eren: una gran col·lecció dedicada a la Indumentària amb exquisits figurins de Carme Gil i Llopart, comtessa de Vilardaga, les estampes religioses de Maria dels Àngels Perpinyà, els llibres sobre Història de Catalunya de Doménec Carles Tolrà, els de Ciències Exactes i Rellotgeria de Lluís Escobet i Clos, les relligadures antigues i Llibres d'Hores amb riquíssimes miniatures de Josep M. Carles Tolrà, les Imitacions de Crist de Kempis d'Epifani de Fortuny, les sumptuoses enquadernacions modernes Gustau Gili i Roig, les miniatures Orientals d'Albert Lleó, les relligadures modernes i un arsenal completíssim de materials per a la història del llibre de Ramon Miquel i Planas, els Goigs, estampes i fullets solts, exemples de la devoció popular catalana per la imatgeria i la impremta de Salvador Roca Bellver, les targetes de visita i gravats referents a Barcelona de Manuel Rocamora y Vidal-Sala i les Miscel·lànies de Leonci Soler i March però també, segons article d'Epifani de Fortuny, les monografies d'Eduard Zaragoza i els interessantíssims aplecs d'Oriol Martorell i Mossèn Jaume Barrera, així com Josep Rodergas.

## Dissolució
L'agrupació d'amics Els XII, però, no va poder dur a terme els seus projectes. Els entusiasmes inicials es van anar apagant i la societat, l'any 1932, es va desfer.